# Olympische Sommerspiele 1908/Leichtathletik – Mannschaftslauf (Männer)
Der Mannschaftslauf der Männer bei den Olympischen Spielen 1908 in London wurde am 15. Juli 1908 im White City Stadium entschieden. Tags zuvor wurden in zwei Vorläufen die Finalisten ermittelt. Die Streckenlänge betrug 3 Meilen, das entspricht 4828 Metern, 1904 waren es 4 Meilen. Zu jeder Mannschaft gehörten bis zu fünf Läufer. In die Wertung kamen die besten drei des Teams, wobei deren Platzziffern addiert wurden. Die übrigen Läufer trugen dennoch zum Ergebnis bei, weil sie sich vor den gewerteten Läufern anderer Mannschaften platzieren konnten und somit deren Platzziffer in die Höhe trieben.
Olympiasieger wurde das Team aus Großbritannien mit Joe Deakin, Archie Robertson und William Coales sowie den außerhalb der Wertung teilnehmenden Harold Wilson und Norman Hallows. Silber ging an die Vereinigten Staaten in der Besetzung John Eisele, George Bonhag und Herbert Trube sowie den außerhalb der Wertung laufenden Gayle Dull und Harvey Cohn. Bronze gewann Frankreich (Louis Bonniot de Fleurac, Joseph Dreher und Paul Lizandier sowie den außerhalb der Wertung teilnehmenden Jean Bouin und Alexandre Fayollat).

## Rekorde
Unter anderem aufgrund des Wertungssystems über Platzziffern gab es für diesen Wettbewerb keine Rekorde oder Bestleistungen.

## Ergebnisse

### Vorläufe (24. Juli)

#### 1. Vorlauf
| Platz | Land           | Athlet | Punkte |
| ----- | -------------- | --- | ------ |
| 1     | Großbritannien | Harold Wilson (1.) Archie Robertson (2.) William Coales (3.) außerhalb der Wertung: Joe Deakin (4.) Norman Hallows DNF | 6      |
|       | Italien        | Pericle Pagliani (5.) Massimo Cartasegna (6.) Emilio Giovanoli DNF Dorando Pietri DNF Emilio Lunghi DNF                | DNF    |
|       | Niederlande    | Arie Vosbergen (7.) Willem Wakker (8.) Wilhelmus Braams DNF                                                            | DNF    |

Für Harold Wilson und Archie Robertson ist eine Zeit von 15:05,6 min angegeben. Da nur die Briten in die Wertung kamen, blieb ein Platz im Endlauf vakant.

#### 2. Vorlauf
| Platz | Land       | Athlet | Punkte |
| ----- | ---------- | --- | ------ |
| 1     | USA        | John Eisele (2.) Herbert Trube (3.) George Bonhag (5.) außerhalb der Wertung: Gayle Dull (11.)                                         | 10     |
| 2     | Frankreich | Jean Bouin (1.) Louis Bonniot de Fleurac (4.) Joseph Dreher (10.) außerhalb der Wertung: Alexandre Fayollat (13.) Paul Lizandier (14.) | 15     |
| 3     | Schweden   | John Svanberg (6.) Georg Peterson (7.) Edward Dahl (8.) außerhalb der Wertung: Axel Wiegandt (9.) Seth Landqvist (12.)                 | 21     |

Jean Bouin gewann den Lauf in 14:53,0 min vor John Eisele (14:55,0 min) und Herbert Trube (14:56,0 min). Die ersten sechs blieben unter 15 Minuten.

### Finale (25. Juli)
| Platz | Land           | Athlet | Punkte |
| ----- | -------------- | --- | ------ |
| 1     | Großbritannien | Joe Deakin 14:35,6 (1.) Archie Robertson 14:41,0 (2.) William Coales 14:41,6 (3.) außerhalb der Wertung: Harold Wilson 14:57,0 (5.) Norman Hallows 15:08,0 (7.) | 06     |
| 2     | USA            | John Eisele 14:41,8 (4.) George Bonhag 15:05,0 (6.) Herbert Trube 15:11,0 (9.) außerhalb der Wertung: Gayle Dull 15:27,0 (10.) Harvey Cohn 15:40,2 (12.)        | 19     |
| 3     | Frankreich     | Louis Bonniot de Fleurac 15:08,4 (8.) Joseph Dreher 15:40,0 (11.) Paul Lizandier 16:03,0 (13.) außerhalb der Wertung: Jean Bouin DNF Alexandre Fayollat DNF     | 32     |

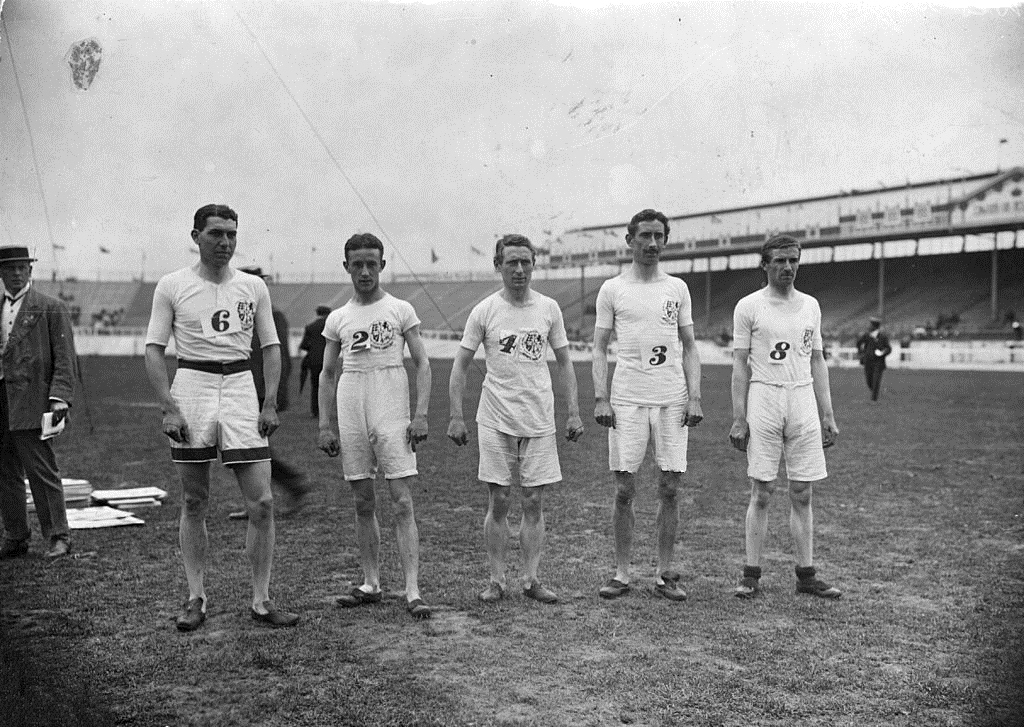
Das siegreiche britische Team, von links nach rechts: Norman Hallows, Harold Wilson, Joe Deakin, Archie Robertson, Wilfred Coales

Die Briten belegten die ersten drei Plätze und gewannen wie im Vorlauf mit der Idealpunktzahl. Augenzeugen berichteten, dass Joe Deakins Vorsprung ca. 35 Yards betrug und damit deutlich größer war als die offiziell angegebenen 1,4 Sekunden. Seine zunächst mit 14:39,6 min gelistete Siegerzeit betrug tatsächlich 14:35,6 min.